# Palatul Administrativ din Focșani
Palatul Administrativ din Focșani este un monument istoric aflat pe teritoriul municipiului Focșani.